# Organisation de la résistance de l'Algérie française
L'Organisation de la résistance de l'Algérie française (ORAF) était un réseau clandestin anti-indépendantiste dirigé par le docteur en médecine René Kovacs rassemblant les agents « contre-terroristes » des Unités territoriales durant la guerre d'Algérie (1954-1962). L'ORAF était proche des milieux gaullistes, du SDECE et de l'armée française et luttait contre les indépendantistes algériens du FLN.

## Historique

### Création
L'ORAF (parfois nommée Organisation de la résistance de l'Afrique française ou Organisation pour le renouveau de l'Algérie française), groupe « contre-terroriste » d'Alger, luttant pour le maintien de l'Algérie française, a été créé en 1956 par René Kovacs — alias « Dr Kovacs » — un médecin algérois, Pied-Noir d'origines hongroises,.
Les groupes contre-terroristes sont nés en réponse aux massacres du Constantinois d'août 1955.

### «les bombes du samedi»
Lors d'une entrevue filmée, Philippe Castille, l'un des premiers contre-terroristes, ancien résistant de la Seconde Guerre mondiale, puis membre de l'OAS, déclare que les attentats de l'ORAF avaient lieu le samedi, parce que le reste de la semaine les agents travaillaient et n'étaient donc pas disponibles pour les opérations anti-FLN.

### Branches civile et militaire
Toujours selon Philippe Castille, l'ORAF dispose d'une branche civile et parlementaire, le « comité des six » dirigé par Michel Debré et d'une branche militaire dirigée par le général René Cogny, résident au Maroc (célèbre pour avoir participé à distance à la bataille de Dien Bien Phu en 1954).

### Attentat de la rue de Thèbes (10 août 1956)
Le 10 août 1956, l'ORAF commet un attentat à la bombe contre le FLN, rue de Thèbes, dans la casbah d'Alger.

### Attentat au bazooka (16 janvier 1957)
Le 16 janvier 1957, un attentat au bazooka est commis contre le général Raoul Salan, alors nouveau commandant de la 10e région militaire, commandant interarmées à Alger depuis décembre 1956 ; il coûte la vie au commandant Rodier. Les auteurs de l'attentat étaient Philippe Castille (représentant chez Renault et lieutenant de réserve du 11e Choc, le service action du SDECE) et Michel Fechoz ; le commanditaire, René Kovacs,. Kovacs mit en cause des personnalités de premier plan, dont Michel Debré, mais sans apporter de preuves. L'enquête est arrêtée.

## Personnalités notables de l'ORAF
- René Kovaks, dirigeant
- Jean-Claude Perez
- André Achiary (commissaire de la DST, sous-préfet de Guelma — durant les massacres du Constantinois en 1945 — attaché au cabinet de Jacques Soustelle)